# Олеся Гончара, 60
За́мок до́ктора — колишній прибутковий будинок, розташований у Києві на вулиці Олеся Гончара, 60. Завдяки вдалому поєднанню пластичної насиченості архітектурної пам'ятки і гористого рельєфу садибний ансамбль гармонійно вписується у містобудівній ландшафт вулиці. «Замок доктора» і «Замок барона» становлять комплекс будівель, які помітно виділяються на тлі рядової забудови Києва початку ХХ сторіччя.
Розпорядженням Представника Президента України № 105 від 17 лютого 1994 року архітектурний ансамбль поставили на облік пам'яток архітектури і містобудування.

## Історія

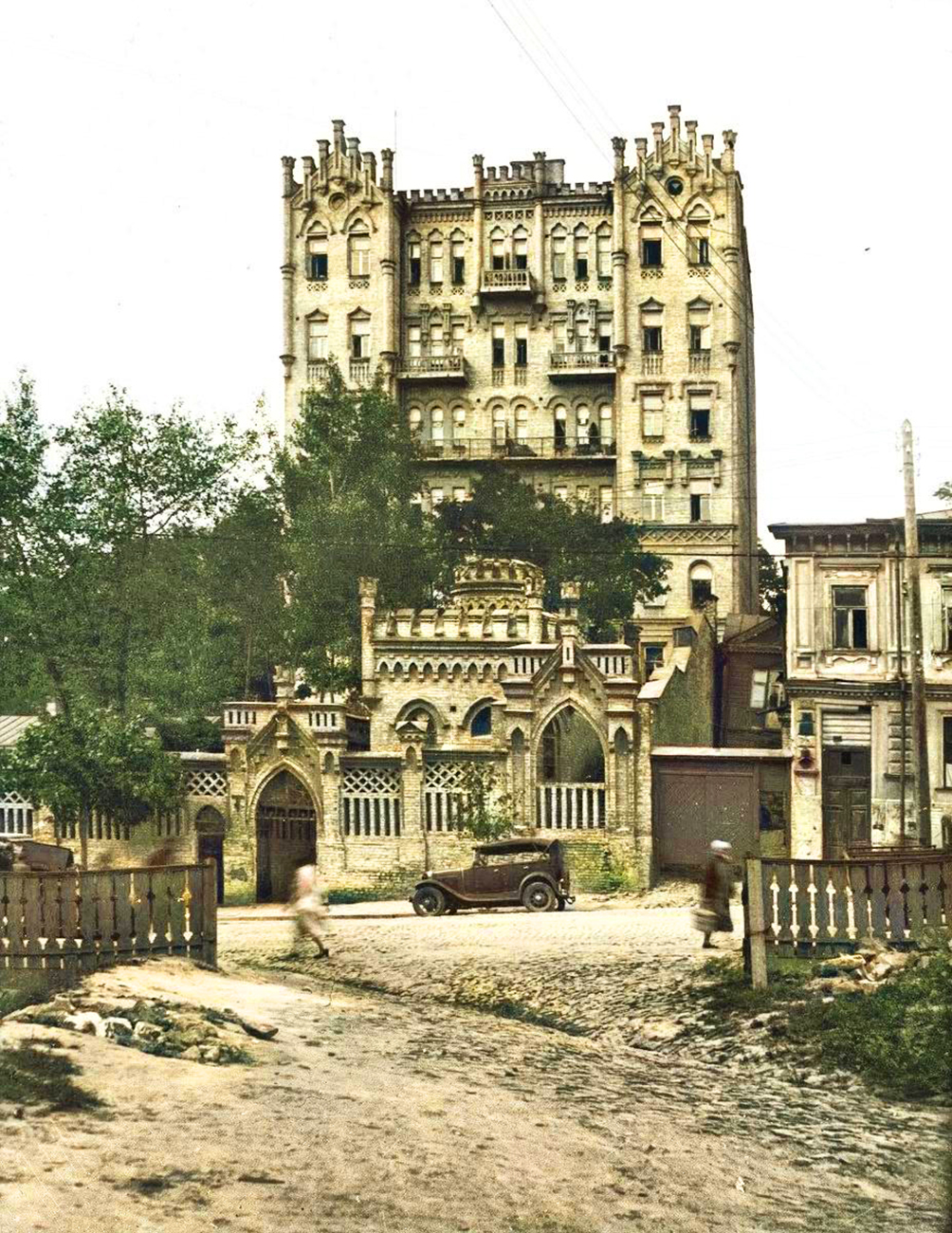
Фото близько 1935 року

Архітектор невідомий. Проєкт помилково приписують Владиславу Городецькому. Так само документально не підтверджено авторство Володимира Ніколаєва, який збудував сусідній «Замок барона».
Висота восьмиповерхової будівлі становить понад 30 метрів. До 1912 року, коли звели хмарочос Гінзбурга, була найвищою спорудою в Києві.
Садиба на крутому рельєфі, що виходила на Мало-Володимирську вулицю (Олеся Гончара, 60), спочатку належала Феодосії Галецькій. 1904 року її придбав лікар, професор Київського університету Михайло Лапінський, який мешкав у Замку барона, суміжній садибі на Бульварно-Кудрявській вулиці, 27. 1908 року на новій ділянці на його замовлення зводять багатоповерховий прибутковий будинок із рисами романтичного готичного замку. Садибу лікар переписав своїй дружині Марії.
У радянські часи будівлю націоналізували.

## Архітектура

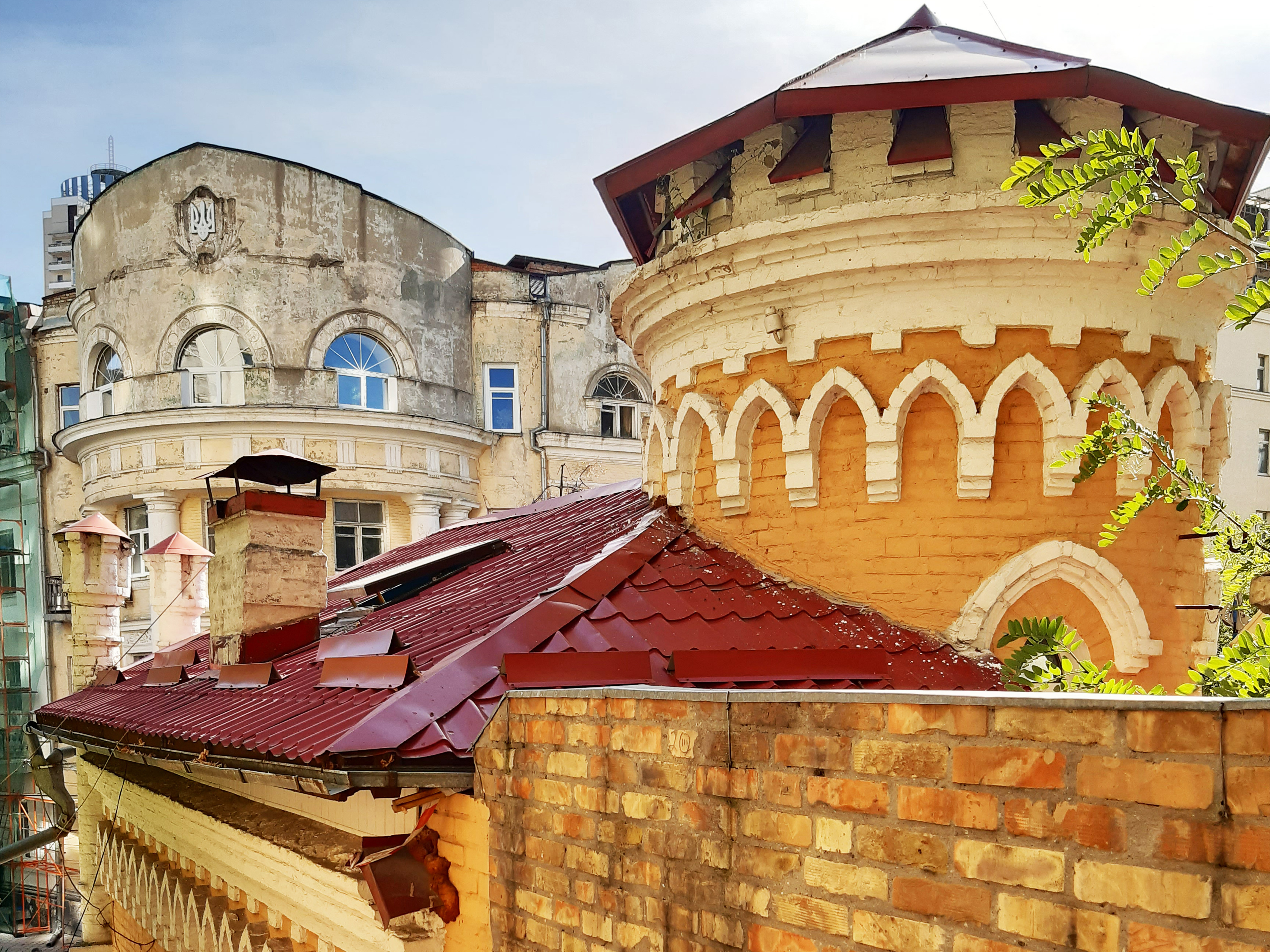
Двірницька з круглою дозорною вежею

Проєкт об'ємно-просторової композиції забудови створений під впливом середньовічної готичної фортечної архітектури.

### Прибутковий будинок
Семиповерховий прибутковий будинок — найголовніший елемент садиби. Цегляна, Т-подібна у плані будівля має одну секцію, напівпідвал і два ліфти. Будинок поставлений за червоною лінією вулиці.
Фасад має симетрично-осьову композицію. Бічні осі підкреслюють ризаліти, які увінчані щипцями з пінаклями.
На поверсі — дві квартири, по сім кімнат в кожній. Первісне планування квартир анфіладне. У всіх кімнатах стіни були обклеєні шпалерами, стелі розписані водяними клейовими фарбами, а підлоги зроблені з дубового паркету.

### Малі архітектурні форми комплексу
«Замок доктора» — детально розроблений і замкнений архітектурний ансамбль. До семиповерхового будинку на рівні другого поверху веде місток.
Перед спорудою зведені одноповерхові служби (колишні сараї, льодовня, пральня). На даху цих споруд для мешканців облаштовали двір-сад.
Двірницька (флігель двірника) — оригінальна камерна споруда з круглою дозорною вежею. Її огинають кам'яні сходи, що ведуть з вулиці до будівлі.
Підпірні мури, парапети та інші архітектурні форми комплексу викладені із жовтої київської цегли. Всі вони складають єдине ціле.
Декоративне оздоблення фасадів й інтер'єрів усіх споруд зазнало значних пошкоджень.

## Галерея

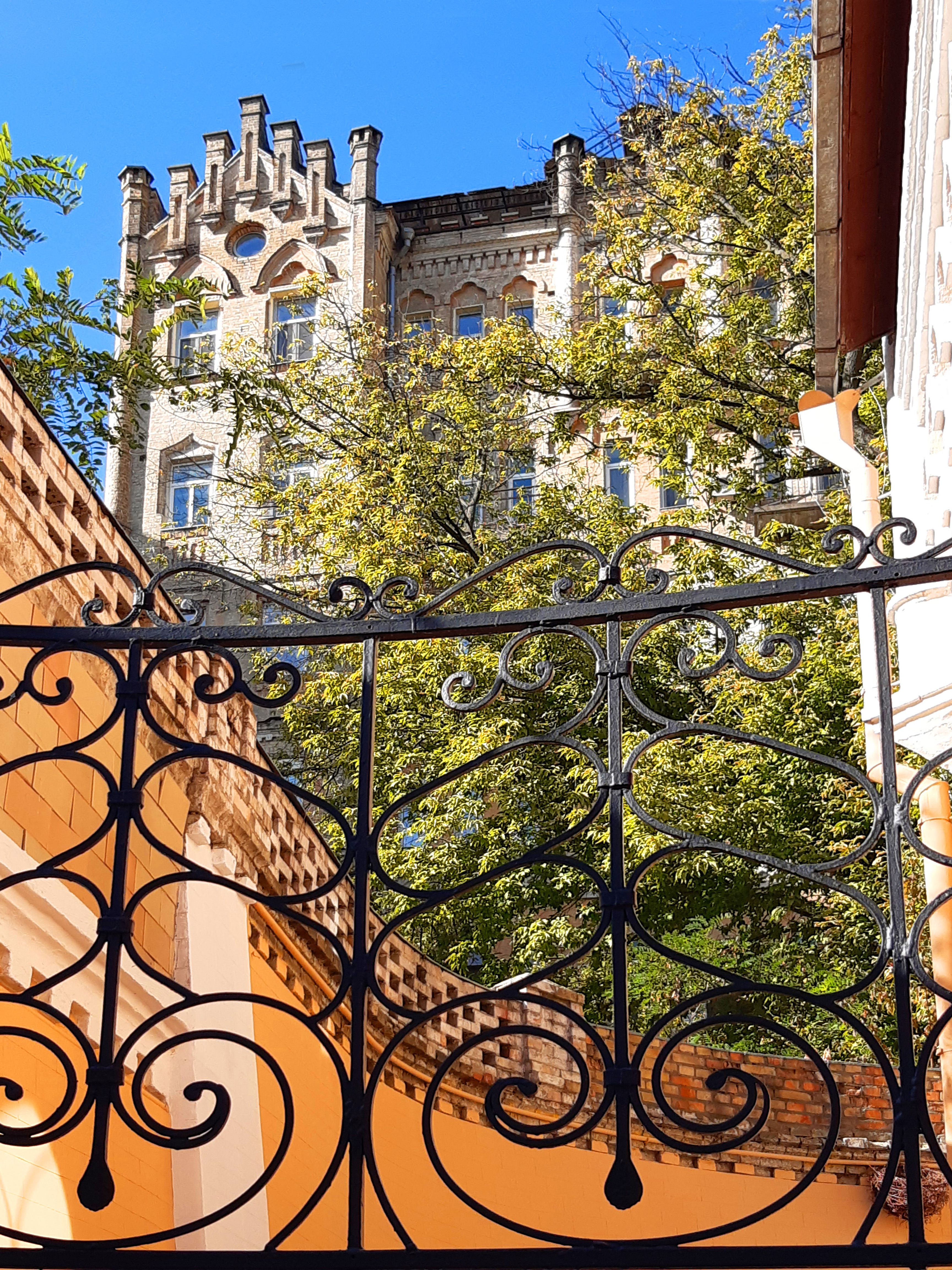
«Замок доктора»
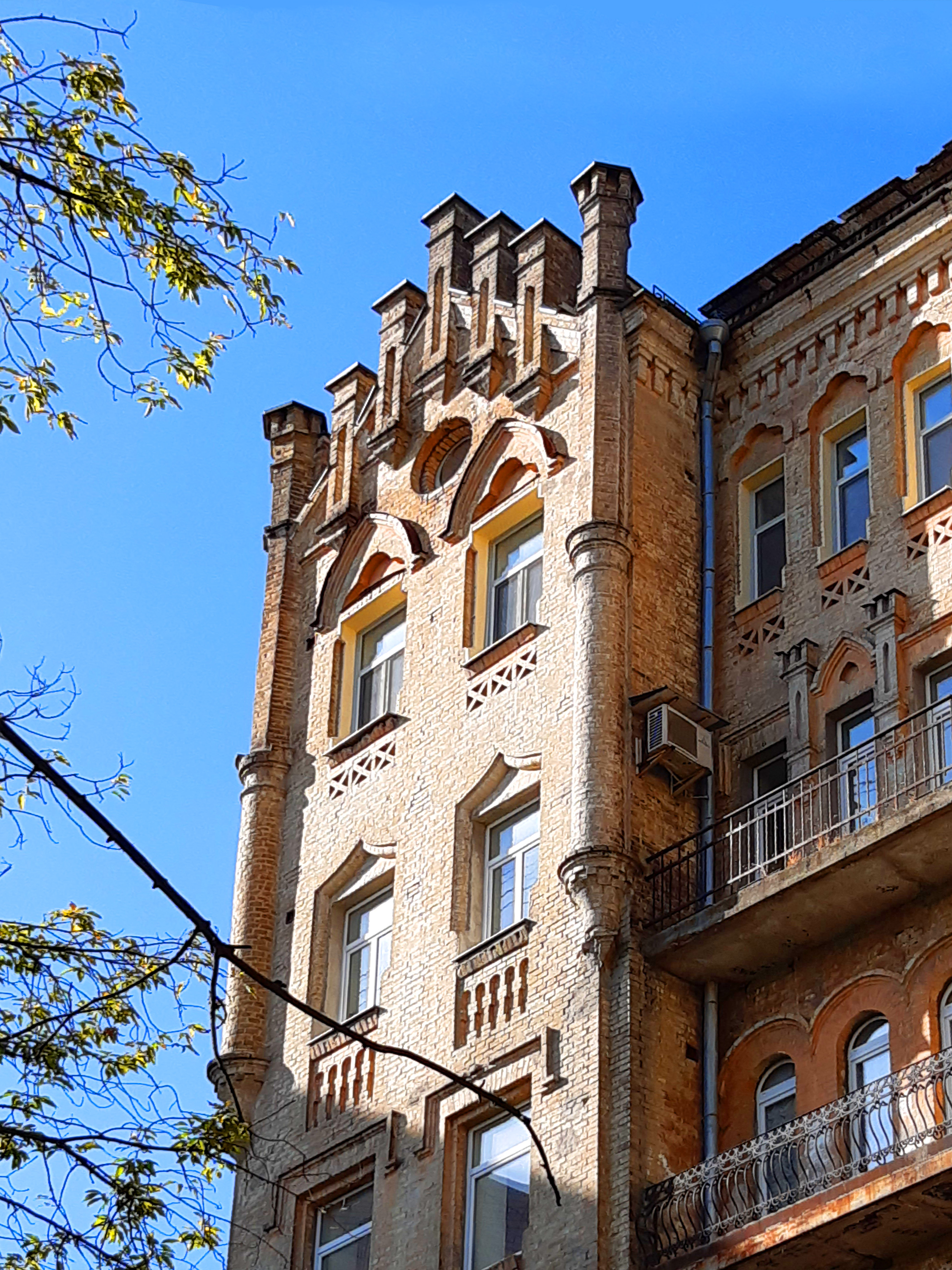
Щипець із пінаклями
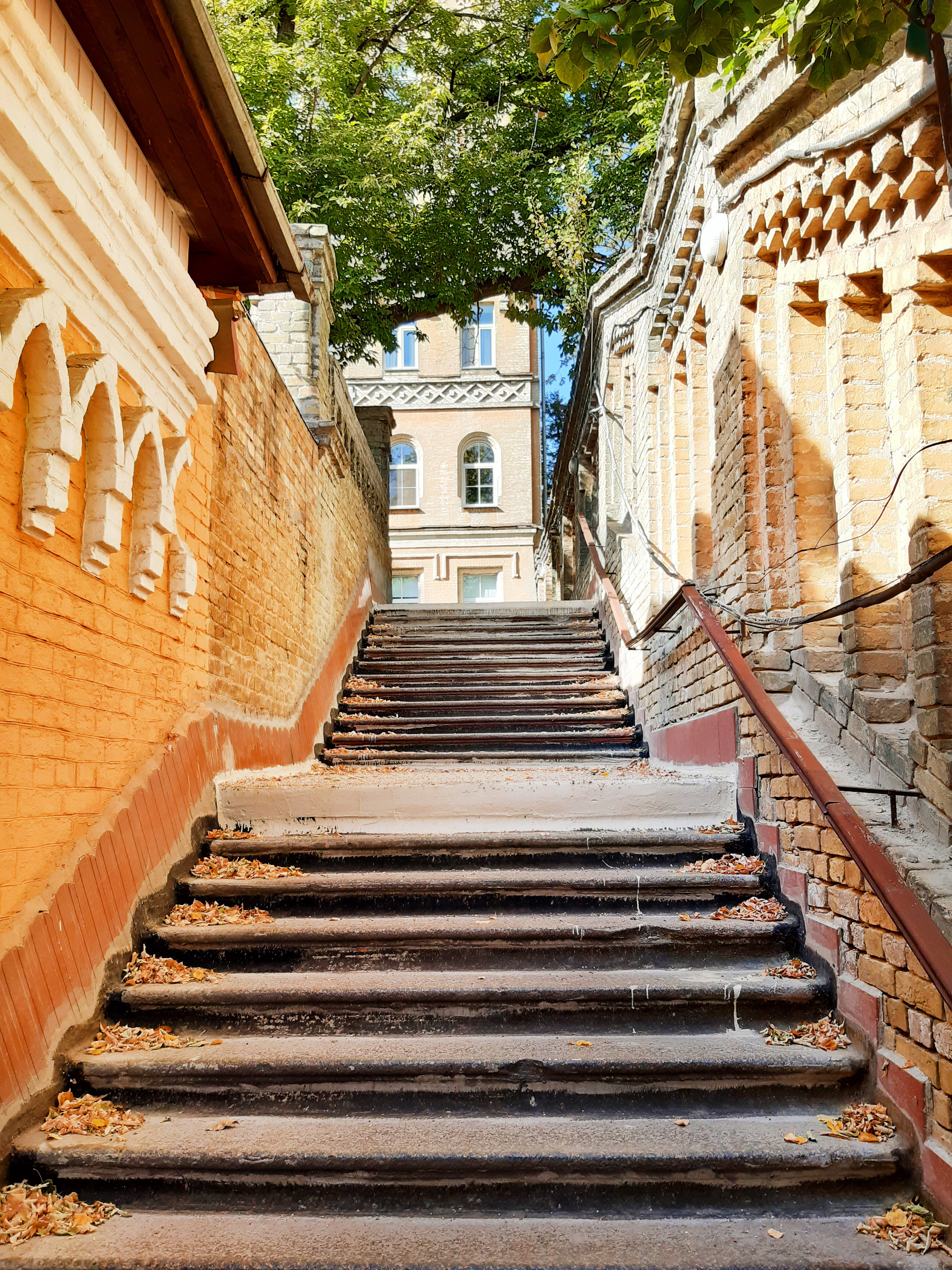
Кам'яні сходи
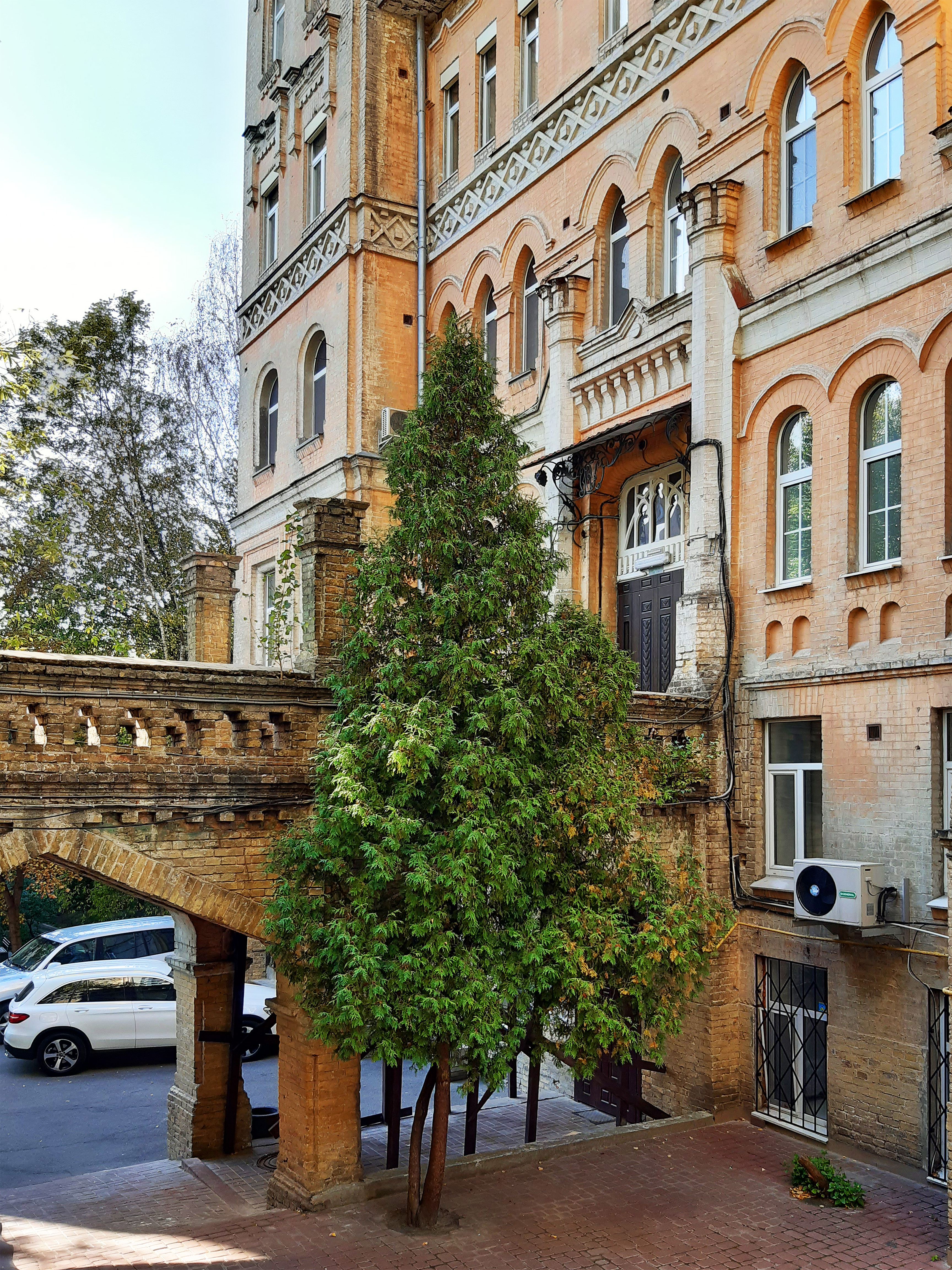
Місток